# Новіков Володимир Павлович
Володимир Павлович Новіков (14 жовтня 1958, Львів — 23 жовтня 2020) — український хімік. Професор, доктор хімічних наук, завідувач кафедри технології біологічно активних сполук, фармації та біотехнології Національного університету «Львівська політехніка».

## Професійна діяльність
1980 р. закінчив Львівський політехнічний інститут за спеціальністю «Технологія барвників та проміжних продуктів». Захистив кандидатську (1984) і докторську дисертацію (1995) за спеціальністю «Органічна хімія».
1996 року отримав наукове звання професора. З 1995 р. обіймав посаду завідувача кафедри технології біологічно активних сполук, фармації та біотехнології Національного університету «Львівська політехніка». Коло наукових інтересів:
- пошук і розробка нових лікарських препаратів синтетичного, біотехнологічного та природного походження;
- синтез і дослідження хімічних і фізико-хімічних властивостей, а також біологічної активності нових біологічно-активних сполук серед речовин хіноїдної структури, N-, S-, P-гетероциклічних похідних, естерів тіосульфокислот і біополімерів;
- тонкий органічний синтез; біологічний скринінг (антибактеріальна, фунгіцидна, рістрегулюючих, антиоксидантна активність);
- квантово-хімічні розрахунки, математичний дизайн і оптимізація біотехнологічних процесів;
- фітохімія, якісний і кількісний аналіз рослинної сировини;
- розробка технологічних аспектів продуктів органічного синтезу і фармацевтичних препаратів;
- утилізація промислових відходів і військових боєприпасів; проблеми охорони навколишнього середовища, екології та біотехнології.

## Публікації
Автор та співавтор 380 наукових праць: 8 монографій, 129 статей в наукових журналах, 213 тез на конференціях, 24 патентів, 26 освітньо-методичних робіт.
Список основних публікацій:
- Luzhetskyy A. LanGT2 Catalyses the First Glycolysation Step during Landomycin A Biosynthesis / Taguchi Т.. Fedoryshyn M., Diirr С, Wohlert S.-E., Novikov V. P. and Bechthold A. // ChemBioChem. — 2005. — Т. 6. — С. 1-6. — DOI:10.1002/cbic.200500018.
- Luzhetskyy A. Iteratively Acting Brief Communication Glycosyltransferases Involved in the Hexasaccaride Biosynthesis of Landomycin A. / Taguchi Т.. Fedoryshyn M., Diirr C, NovikovV. P. and Bechthold A. // Chemistry & Biology. — 2005. — Т. 12. — С. 1-5. — DOI:10.1016/j.chembiol.2005.05.008.
- Stasevych M. V. Sulfurcontaining derivatives of 1.4-nafthoquinone. Part II. Sulfenyl derivatives synthesis / Musyanovych R. Ya., Plotnikov M. Yu., Platonov M. V., Novikov V. P. // Heteroatom Chemistry. — 2005. — Т. 16, № 7. — С. 587-598. — DOI:10.1002/hc.20157.
- Zhurahivs’ka L. R. Synthesis, high toxicity, antihypoxic and antiishemic activity of new aminoacid derivatives of 1.4-nafthoquinone / Komarovs’ka-Porohnyavec’ O. Z., Marintsowa N. G, Novikov V. P. // Pharmaceutic Journal. — 2005. — Т. 3. — С. 67-73.
- Stasevych M. V. Synthesis and antimicrobial evaluation of novel2-substituted-3-mercapto-1,4-naphthoquinones / V. G. Chervetsova, M. Yu. Plotnikov, M. O. Platonov, S. I. Sabat, R. P. Novikov // Ukrainika Biorganica Acta. — 2006. — Т. 4, № 2. — С. 33-39.
- Musyanovych Ya. Sulfennaphthoquinones / V. Maryna Stasevych, Marjana Semenyuk, Iryna Mandzya, Maksym Plotnikov, RostyslavMusyanovych, Volodymyr Novikov // Chemistry and chemical technology. — 2007. — Т. 1, № 1. — С. 35-40.
- Новіков В. П. Особливості державного регулювання цін у фармацевтичній галузі України / Кричковська А. М., Заярнюк Н. Л., Болібрух Л. Д., Комар В. С., Федоришин О. М. // Вісник НУ «Львівська політехніка». Менеджмент та підприємництво в Україні: етапи становлення та розвитку. — 2003. — № 478. — С. 217-223.
- Ушкалова Е. Н. Компьютерное обеспечение учета лекарственных средств бюджетного ассигнования и страховых компаний в госпитальной аптеке / Кричковская А. М., Червецова В. Г., Новиков В. П. // Провизор. — 2004. — № 18. — С. 19-21.
- Кричковська А. М. Страхова медицина: оптимізація фінансування лікарського забезпечення на прикладі госпітальної аптеки / Новіков В. П., Губицька І.І., Червецова В. Г., Болібрух Л. Д., Хоменко А.І., Ушкалова О. М. // Збірник наукових статей «Актуальні питанні фармацевтичної та медичної науки та практики». — м. Запоріжжя : видавництво ЗДМУ, 2006. — Т. 2, вип. 15. — С. 312-315.
- Кричковська А. М. Оптимізація фінансування лікарського забезпечення шляхом державного регулювання цін та створення системи страхової медицини / Марінцова Н. Г., Червецова В. Г., Комар В. С., Хоменко А.І., Новіков В. П. // Фармацевтичний журнал. — м. Київ, 2006. — № 6. — С. 9-15.
- Кричковська А. М. Оптимізація методології формування державної частки фінансування системи охорони здоров’я / Марінцова Н. Г., Червецова В. Г., Новіков В. П. // Фармацевтичний журнал. — м. Київ, 2007. — № 3. — С. 10-15.